# 高校生万葉短歌バトルin高岡
高校生万葉短歌バトルin高岡（こうこうせいまんようたんかばとるいんたかおか）は高校生万葉短歌バトル高岡実行委員会（富山県高岡市、高岡市教育委員会、高岡市万葉歴史館、富山県歌人連盟、北日本新聞社）が主催し、2016年から開催されている高校生を対象とした短歌の全国大会。

## 概要
毎年8月下旬に、予選を勝ち抜いた全国8チーム（1チーム3名）によるトーナメント形式で争われる。審査員は佐佐木幸綱（歌人、早稲田大学名誉教授）、小島ゆかり（歌人）、坂本信幸（高岡市万葉歴史館館長）の3名。
第10回大会(2025年)より、佐佐木幸綱に代わり佐佐木頼綱(歌人)が審査員をつとめることになった。また、あわせて選者賞が新設された。

## 歴代成績
| 回数              | 優勝                   | 準優勝           | 『短歌』編集部賞（最優秀作品）                             | 最優秀作品作者                |
| ----------------- | ---------------------- | ---------------- | ---------------------------------------------------------- | ----------------------------- |
| 第1回 （2016年）  | (千葉)渋谷教育学園幕張 | 富山県立八尾     | 天竜の水面渡りし夏風は駅舎をぬけて大樹を揺らす             | 北澤奈美 ((長野)飯田女子)     |
| 第2回 （2017年）  | 富山県立富山中部       | 宮崎県立宮崎西   | 振り向かず君にプリントまわすとき淡くつながる虹のごとくに   | 南條理沙 (宮崎県立宮崎西)     |
| 第3回 （2018年）  | 宮崎県立宮崎西         | 富山県立富山中部 | 片思ひいつも寂しい風が吹くときに熱（ほめ）きて球体となり   | 山本菜々香 (石川県立金沢錦丘) |
| 第4回 （2019年）  | (埼玉)星野             | 富山県立富山中部 | キリと眼が光り碁石を睨みつけじゃらりぱちんと決まる次の手   | 吉川万優子 (富山県立富山中部) |
| 第5回 （2020年）  | (東京)渋谷教育学園渋谷 | 岩手県立盛岡第三 | 夢を見る窓辺の虫と僕は今転生についての授業を終えて         | 工藤鈴音 ((群馬)太田市立太田) |
| 第6回 （2021年）  | 岩手県立盛岡第三       | 愛知県立豊橋西   | 窓越しの満月に手を重ねゆく君に会いたい君に触れたい         | 佐藤秋雅 (愛知県立豊橋西)     |
| 第7回 （2022年）  | (宮城)仙台市立仙台     | 岩手県立盛岡第三 | 靴紐を念じて結びタータンへゴールラインに高き空見ゆ         | 市野天晴 (富山県立伏木)       |
| 第8回 （2023年）  | 富山県立富山中部       | 岐阜県立飛騨神岡 | 濃紺のブレザーに銀河降りそそぐ背伸びしてひとり板書消すとき | 川越優羽 (宮崎県立宮崎西)     |
| 第9回 （2024年）  | 神奈川県立光陵         | 宮城県気仙沼     | 水田に浮かぶおもいで古本の一話となって静かに眠る           | 小泉大和 (岩手県立盛岡第三)   |
| 第10回 （2025年） | 岩手県立大船渡         | 神奈川県立光陵   | タイトルを持たない本のようにしてあなたがいない夏へ踏み出す | 柳原萌々子 (神奈川県立光陵)   |

## メディア

### テレビ
- NHK富山 『越中とやまスペシャル “三十一文字”にかける夏～第４回高校生万葉短歌バトル～』 2019年9月6日 19:35 - 20:15